# Freestyleskiën op de Olympische Winterspelen 2022 - Halfpipe mannen
Het onderdeel halfpipe voor mannen tijdens de Olympische Winterspelen 2022 vond plaats op 17 en 19 februari 2022 in het Genting Snow Park nabij Peking. Regerend olympisch kampioen was de Amerikaan David Wise. Hij werd deze editie tweede.

## Tijdschema
| Datum       | Lokale tijd | MET   | Ronde        |
| ----------- | ----------- | ----- | ------------ |
| 17 februari | 12:30       | 05:30 | Kwalificatie |
| 19 februari | 09:30       | 02:30 | Finale       |

## Uitslag

### Kwalificatie
Q — Gekwalificeerd voor de finale
| #  | Bib | Naam              | Land             | 1e run | 2e run | Beste | Opm. |
| -- | --- | ----------------- | ---------------- | ------ | ------ | ----- | ---- |
| 1  | 1   | Aaron Blunck      | Verenigde Staten | 26,25  | 92,00  | 92,00 | Q    |
| 2  | 2   | Nico Porteous     | Nieuw-Zeeland    | 75,50  | 90,50  | 90,50 | Q    |
| 3  | 6   | Birk Irving       | Verenigde Staten | 83,25  | 89,75  | 89,75 | Q    |
| 4  | 8   | David Wise        | Verenigde Staten | 88,75  | 89,00  | 89,00 | Q    |
| 5  | 4   | Brendan Mackay    | Canada           | 87,25  | 85,00  | 87,25 | Q    |
| 6  | 5   | Noah Bowman       | Canada           | 78,25  | 85,50  | 85,50 | Q    |
| 7  | 3   | Alex Ferreira     | Verenigde Staten | 84,25  | 69,50  | 84,25 | Q    |
| 8  | 7   | Simon d'Artois    | Canada           | 82,50  | 68,25  | 82,50 | Q    |
| 9  | 12  | Miguel Porteous   | Nieuw-Zeeland    | 81,00  | 31,75  | 81,00 | Q    |
| 10 | 10  | Kevin Rolland     | Frankrijk        | 65,25  | 75,25  | 75,25 | Q    |
| 11 | 15  | Robin Briguet     | Zwitserland      | 72,25  | 3,00   | 72,25 | Q    |
| 12 | 9   | Gus Kenworthy     | Groot-Brittannië | 8,50   | 70,75  | 70,75 | Q    |
| 13 | 13  | Ben Harrington    | Nieuw-Zeeland    | 69,25  | 23,50  | 69,25 |      |
| 14 | 17  | Mao Bingqiang     | China            | 62,75  | 66,25  | 66,25 |      |
| 15 | 16  | Rafael Kreienbühl | Zwitserland      | 60,50  | 4,00   | 60,50 |      |
| 16 | 22  | Lee Seung-hun     | Zuid-Korea       | 49,75  | 56,75  | 56,75 |      |
| 17 | 20  | Marco Ladner      | Oostenrijk       | 53,50  | 6,50   | 53,50 |      |
| 18 | 21  | Sun Jingbo        | China            | 4,25   | 48,75  | 48,75 |      |
| 19 | 18  | Gustav Legnavsky  | Nieuw-Zeeland    | 48,25  | 40,75  | 48,25 |      |
| 20 | 23  | Brendan Newby     | Ierland          | 10,75  | 47,00  | 47,00 |      |
| 21 | 19  | He Binghan        | China            | 45,00  | 17,75  | 45,00 |      |
| 22 | 24  | Wang Haizhuo      | China            | 37,00  | 9,25   | 37,00 |      |
| 23 | 14  | Jon Sallinen      | Finland          | 18,00  | 18,50  | 18,50 |      |

### Finale
| #      | Bib | Naam            | Land             | 1e run | 2e run | 3e run | Beste |
| ------ | --- | --------------- | ---------------- | ------ | ------ | ------ | ----- |
| Goud   | 2   | Nico Porteous   | Nieuw-Zeeland    | 93,00  | 30,75  | 9,25   | 93,00 |
| Zilver | 8   | David Wise      | Verenigde Staten | 90,75  | 7,75   | 40,00  | 90,75 |
| Brons  | 3   | Alex Ferreira   | Verenigde Staten | 86,75  | 83,75  | 67,75  | 86,75 |
| 4      | 5   | Noah Bowman     | Canada           | 84,25  | 84,75  | 21,25  | 84,75 |
| 5      | 6   | Birk Irving     | Verenigde Staten | 80,00  | 32,50  | 48,00  | 80,00 |
| 6      | 10  | Kevin Rolland   | Frankrijk        | 54,75  | 77,25  | 79,25  | 79,25 |
| 7      | 1   | Aaron Blunck    | Verenigde Staten | 70,25  | 78,25  | 13,50  | 78,25 |
| 8      | 9   | Gus Kenworthy   | Groot-Brittannië | 17,50  | 3,75   | 71,25  | 71,25 |
| 9      | 4   | Brendan Mackay  | Canada           | 4,00   | 65,50  | 27,00  | 65,50 |
| 10     | 7   | Simon d'Artois  | Canada           | 7,25   | 7,00   | 63,75  | 63,75 |
| 11     | 12  | Miguel Porteous | Nieuw-Zeeland    | 63,50  | 4,25   | 30,50  | 63,50 |
| 12     | 15  | Robin Briguet   | Zwitserland      | 21,75  | 6,75   | 3,00   | 21,75 |